# Conducción ósea

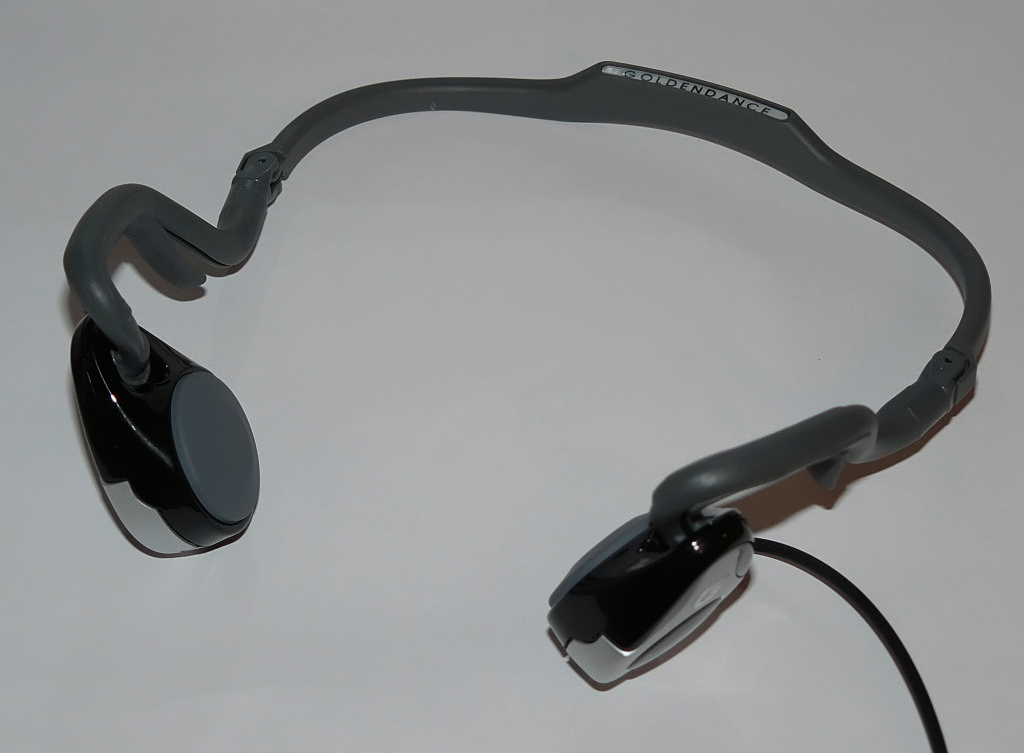
Audífonos de conducción Ósea.

La conducción ósea es la conducción de sonido de oído a oído a través de los huesos del cráneo. Puede emplearse con individuos con audición normal o deteriorada.

## Ejemplos
La conducción ósea es una de las razones por la cual la voz de una persona suena diferente cuando es grabada en un medio analógico o digital y reproducida de nuevo. Esto debido a que el cráneo conduce mejor frecuencias más bajas en comparación que con el aire, las personas perciben su propia voz con un tono menor y más claro en comparación con los que lo escuchan, frecuentemente la grabación de la voz de uno mismo llega a sonar con un tono más alto del que uno percibe.
Algunos músicos emplean la conducción ósea mientras afinan sus instrumentos, brindando mayor precisión en sus notas.

## Dispositivos
Algunos dispositivos incorporan conducción ósea con una calidad que permite escuchar tal y como sería directamente del oído interno del usuario emisor. El audífono se coloca alrededor de cada oreja, el transductor electromecánico, que convierte las señales eléctricas en vibraciones mecánicas, conduce el sonido a través de oído al cráneo. Igualmente, un micrófono puede emplearse para grabar el sonido a través de la conducción Ósea. El primer registro de un dispositivo de conducción Ósea, en 1923, fue el "Osophone", que más tarde serviría como base para el "Phonosone".
Después del descubrimiento de la Oseointegración, alrededor del año 1950 y su aplicación a la odontología en 1965, se encontró que los dientes implantados conducían vibraciones al oído. Como resultado, los audífonos de diente incrustado fueron desarrollados como implantes a partir de 1977.
La tecnología de conducción ósea se utiliza en Sentien Audio, una Interfaz de audio portátil, para que sea posible llevarla cómodamente y permanecer conectado durante todo el día. A través de la tecnología de conducción ósea y el software integrado, Sentien Audio también puede amplificar el sonido para ayudar con ciertos tipos de pérdida auditiva.